# Cardoso Moreira Futebol Clube
Cardoso Moreira Futebol Clube é uma agremiação esportiva da cidade de Cardoso Moreira, no estado do Rio de Janeiro, fundada a 19 de março de 1935.

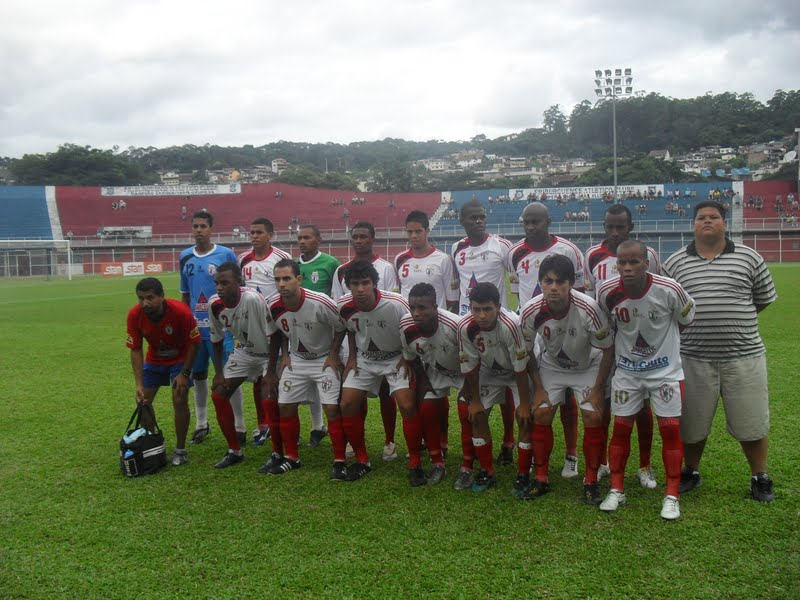
Equipe profissional do Cardoso Moreira em 2011

## História
O Cardoso Moreira foi fundado em 1935 e nas primeiras décadas se manteve como uma agremiação amadora. O campo utilizado pelo clube na época da criação é hoje onde se localiza a praça principal da cidade de Cardoso Moreira. O time utilizava camisas completamente vermelhas com calções brancos e meiões listrados nas mesmas cores. Na década de 1940, chegou a jogar com camisas quadriculadas em vermelho e branco, shorts brancos e com meiões vermelhos. Na década de 1960, o uniforme ganhou camisetas com listras verticais em vermelho e preto. Já na década seguinte, a camisa branca com duas listras horizontais no centro passava a imperar, um uniforme parecido com o do São Paulo, voltando a camisa vermelha nos anos 80.
Na década de 1990, numa tentativa de se tornar profissional, venceu o Campeonato Carioca da Terceira Divisão de 1994. Contudo, devido a problemas com a prefeitura, teve que abandonar temporariamente os planos de continuar profissional. Em competição disputada por pontos corridos, o Cardoso Moreira foi o campeão ao vencer o União Atlético Clube, de Santa Maria Madalena, por 2 a 0, com gols de Ademir da Moitá aos 20 minutos e Bacuri aos 41. Ambos no segundo tempo. O Cardoso Moreira atuou com Fofinho, Ademizinho, Aurélio, Margarida e Daniel; Fidélis Bruxa, Mica e Izaias; Ademir da Moitá, Bacuri e Rodapé. Técnico: Ivan de Oliveira. Reservas: Mauro, Zanata, Gamelão, Camãn e Alexandre. União: Geraldo, Lim, Vandervel, Chico e Adalberto; Maicon, Leandro e Timar; Flatelo, Júlio (Claudinho) e Jaime. Técnico: Gugu. Estádio: Antônio Ferreira de Medeiros a 13 de agosto de 1994. Árbitro: Fernando Sampaio. Em 12 jogos o Cardoso Moreira obteve 9 vitórias, 2 empates e 1 derrota. Marcou 34 gols e sofreu 9. Saldo: 25. O italvense Bacuri, com 13 gols, foi o artilheiro do campeonato.
Voltando a ter estrutura e projetos profissionais apenas em 2005, o time sagrou-se novamente campeão estadual da terceira divisão de 2006. Em 2007, o Cardoso Moreira conseguiu subir à primeira divisão para disputar o Campeonato Carioca de Futebol de 2008. O experiente lateral-direito Neném, com passagens por Palmeiras e Botafogo, entre outros times, esteve presente na equipe, treinada por Mário Marques (ex-jogador de Fluminense, Grêmio e Sporting CP), na campanha do acesso à Série A. Ao final da disputa, sagrou-se campeão o Resende. Foram promovidos ainda à primeira divisão, além do campeão, pela ordem: Mesquita Futebol Clube, Macaé Esporte Futebol Clube, Cardoso Moreira e Duque de Caxias Futebol Clube.
Em 2008, na sua primeira e única experiência na série A, o time ficou na última colocação e acabou rebaixado à Série B juntamente com o America Football Club.
Em 2009, realizou campanha apenas regular, no Grupo "A", conseguindo se manter na Série B.
Em 2010, se licenciou das disputas profissionais.
Em 2011, o clube negou-se a disputar o Grupo X, ou torneio da morte, e acabou punido e rebaixado à terceira divisão pela Federação juntamente com Itaperuna Esporte Clube e Aperibeense Futebol Clube. O presidente do Cardoso Moreira, Armando Barreto, recusou-se a colocar a equipe e entrou com ações no TJD/RJ e no STJD para cancelar o Grupo X. Segundo o dirigente, o Mesquita e o Itaperuna deveriam ter sido rebaixados pela suspensão em três partidas ainda na primeira fase - em função do não pagamento dos borderôs da FFERJ. A outra justificativa apontada na defesa da exclusão do Grupo X foi o rebaixamento de Miguel Couto, Floresta e Guanabara - já fechando o mínimo de três rebaixados definido no regulamento.
Desde então, o Cardoso Moreira se licenciou das disputas profissionais.
O uniforme utilizado pelo clube era predominantemente vermelho, com duas listras em formato de ondas horizontais centrais brancas e uma, entre elas, na cor preta.
O Cardoso Moreira atua no Estádio Antônio Ferreira de Medeiros, o popular Ferreirão, localizado na própria cidade de Cardoso Moreira. O estádio tem capacidade para 900 espectadores aproximadamente e sua tribuna de honra chama-se Tribuna Agnaldo Jacinto da Silva. Suas cores são preto, vermelho e o branco, sendo assim conhecido como o Tricolor Cardosense.

## Títulos
| Estaduais | Estaduais                        | Estaduais | Estaduais  |
|           | Competição                       | Títulos   | Temporadas |
| --------- | -------------------------------- | --------- | ---------- |
|           | Campeonato Carioca - 3.ª divisão | 1         | 2006       |
|           | Campeonato Carioca - 4.ª divisão | 1         | 1994       |